# Meliadi
Le Meliadi (in greco antico: Μελιάδες?, Meliades) o Meliai (in greco antico: Μελίαι?, Meliai) sono una categoria di ninfe nella mitologia greca.

## Descrizione
In genere sono considerate ninfe del frassino in quanto la stessa parola greca che indica il frassino ė Μελίαι e sono state considerate Meliadi anche le due nutrici Ida e Adrastea (che porsero il cibo a Zeus), in quanto la parola Μελί e riconducibile sia alla manna del frassino che al miele delle api che sono parte degli alimenti che componevano il cibo ambrosiale. Callimaco inoltre, scrive che le Meliadi accudirono Zeus infante sul monte Ditte nell'isola di Creta dove lo nutrirono con miele e latte munto dalla capra Amaltea.
Ma Callimaco, Nonno di Panopoli ed Esiodo scrivono delle Meliadi semplicemente come ninfe degli alberi e senza dargli alcuna distinzione sulle pianta da cui discendono, ed è anche probabile che alcuni mitografi abbiano utilizzato la parola Μελία (Melia) e non quindi Μελίαι (Meliai) per scrivere miti o leggende sulle gesta di una singola ninfa che potrebbe non appartenere al gruppo delle meliadi.
Pausania annota l'esistenza di una Melia oceanina (quindi figlia di Oceano e Teti) che da Apollo divenne madre di Tenereo e Ismeno. Callimaco ed Esiodo scrivono che la madre di Tenereo e Ismeno fosse un'altra ninfa (Melia) che però posizionano a Tebe e di cui specificano che sia una ninfa di terra anziché dei frassini.
Nella mitologia di Argo, Melia era invece la sposa del dio fluviale Inaco e madre di Foroneo ed Egialeo. Secondo una versione, amata da Zeus, generò Io

## Genealogia
Secondo Esiodo nacquero dal sangue di Urano caduto su Gea dopo la sua castrazione (hanno quindi la stessa origine di Erinni e Cureti) e si sbilancia sul fatto che siano connesse alla nascita dell'uomo in quanto nella mitologia si parla anche del fatto che gli uomini nacquero dai frassini al tempo dell'età del bronzo.
Secondo Apollodoro, la ninfa Melia che fu madre di Folo avuto da Sileno è una Meliade ninfa dei frassini.

## Mitologia
Erano le mogli degli uomini dell'età dell'argento e le madri di quelli dell'età del bronzo (che fu la terza generazione dell'umanità) ed hanno allattato i loro figli con miele e linfa dei frassini e li hanno armati con lance fatte con il legno dei loro alberi (i frassini).

Ma gli uomini dell'età del bronzo furono una razza troppo guerriera e così Zeus la distrusse con le inondazioni del Grande Diluvio.
Secondo alcuni autori poiché con il legno del frassino si costruivano lance, frecce e giavellotti le Meliadi erano divinità della battaglia sanguinosa. 

Callimaco le cita al fianco dei Cureti quando sul monte Ida difesero Zeus infante, appena consegnatogli dalla ninfa arcade Neda.
Secondo un'altra leggenda invece, proteggevano i bambini che venivano abbandonati sotto gli alberi.